# Vũ Quốc Tuấn
Vũ Quốc Tuấn (sinh ngày 23 tháng 3 năm 1962) là nhà quay phim điện ảnh người Việt Nam, ông là người duy nhất từng 2 lần có 2 bộ phim giành giải Quay phim xuất sắc trong một kỳ Liên hoan phim Việt Nam. Ông là nhà quay chuyên trị dòng phim nghệ thuật. Vũ Quốc Tuấn được trao tặng danh hiệu Nghệ sĩ nhân dân vào năm 2019.

## Tiểu sử
Vũ Quốc Tuấn sinh ngày 23 tháng 3 năm 1962 trong một gia đình làm điện ảnh, bố ông là nhà chủ nhiệm sản xuất phim Vũ Văn Nha, người từng tham gia các bộ phim Giải phóng Sài Gòn và Biệt động Sài Gòn. Vũ Quốc Tuấn đã tiếp xúc với máy quay từ năm 17 tuổi, ông học khóa Quay phim Trường Đại học Sân khấu – Điện ảnh Hà Nội năm 1981 và tốt nghiệp năm 1986 cùng với Nguyễn Đức Việt, Lý Thái Dũng, Vũ Đức Tùng, Vi Linh. Phong cách quay phim của Vũ Quốc Tuấn được ảnh hưởng từ giáo viên chủ nhiệm của ông là Đỗ Mạnh Hùng, người tạo nên những thước phim của Sao tháng Tám.
Năm 1992, Vũ Quốc Tuấn được ghi hình bộ phim đầu tiên trong sự nghiệp, Em còn nhớ hay em đã quên do Nguyễn Hữu Phần đạo diễn, sau đó ông được tham gia một số phim điện ảnh như Hoa của trời, Vầng trăng lửa, Đầm hoang. Trong đó, với hai bộ phim Hà Nội mùa đông năm 46 và Những người thợ xẻ, ông đã giành được giải Quay phim xuất sắc tại kỳ Liên hoan phim Việt Nam lần thứ 12 năm 1999.
Năm 2015, Vũ Quốc Tuấn tham gia quay bộ phim Nhà tiên tri của đạo diễn Vương Đức, ông được phó đạo diễn của bộ phim là Đinh Tuấn Vũ mời làm quay phim chính cho tác phẩm mà Vũ sắp được giao đạo diễn. Một lần nữa sau 16 năm, năm 2015 với Nhà tiên tri và Cuộc đời của Yến, ông lại giành được giải Quay phim xuất sắc với hai bộ phim chỉ trong một kỳ Liên hoan phim Việt Nam. Để được phong danh hiệu Nghệ sĩ nhân dân tiêu chí là phải đạt hai giải "Xuất sắc" của Liên hoan phim Việt Nam thì với 4 bộ phim tính ra Vũ Quốc Tuấn đã có 4 giải, cùng với một giải của Liên hoan phim quốc tế, ông đã quá đủ tiêu chí. Nhưng đến năm 2018, Vũ Quốc Tuấn mới nộp hồ sơ xét duyệt danh diệu này. Ông được phong Nghệ sĩ nhân dân vào tháng 8 năm 2019.
Trong sự nghiệp của mình, Vũ Quốc Tuấn đã ghi hình hơn 10 phim điện ảnh và hơn 3000 tập phim video, phim dài tập. Điều đặc biệt là hầu hêt các phim điện ảnh ông tham gia chỉ giành được cao nhất là giải Bông sen Bạc trong các kỳ Liên hoan phim Việt Nam.

## Gia đình
Vũ Quốc Tuấn lập gia đình với Nguyễn Thị Ngọc, bà từng là diễn viên cùng khóa với Minh Châu, Thanh Quí, Diệu Thuần, Phương Thanh; sau này bà chuyển sang làm thư ký đạo diễn. Vợ chồng ông bà có một người con gái.

## Tác phẩm

### Phim điện ảnh
| Năm  | Phim                       | Đạo diễn        | Chú thích     |
| ---- | -------------------------- | --------------- | ------------- |
| 1995 | Hoa của trời               | Đỗ Minh Tuấn    |               |
| 1995 | Đất nước đứng lên          | Lê Đức Tiến     | Phó quay phim |
| 1996 | Đầm hoang                  | Hà Sơn          |               |
| 1997 | Vầng trăng lửa             | Nguyễn Anh Tuấn |               |
| 1997 | Hà Nội mùa đông năm 46     | Đặng Nhật Minh  |               |
| 1998 | Những người thợ xẻ         | Vương Đức       |               |
| 2000 | Giải phóng Sài Gòn         | Long Vân        |               |
| 2008 | Rừng đen                   | Vương Đức       |               |
| 2009 | Nhìn ra biển cả            | Vũ Châu         |               |
| 2015 | Nhà tiên tri               | Vương Đức       |               |
| 2016 | Cuộc đời của Yến           | Đinh Tuấn Vũ    |               |
| 2019 | Truyền thuyết về Quán Tiên | Đinh Tuấn Vũ    |               |
| 2024 | Hồng Hà nữ sĩ              | Nguyễn Đức Việt |               |

### Phim video và phim truyền hình
| Năm  | Phim                      | Hình thức  | Đạo diễn            | Chú thích         |
| ---- | ------------------------- | ---------- | ------------------- | ----------------- |
| 2001 | Những mảnh đời ngang trái | Dài tập    | Vũ Châu             |                   |
| 2001 | Tiếng sóng                | Phim video | Xuân Sơn (đạo diễn) |                   |
| 2003 | Giữa dòng lũ xoáy         | Phim video | Bùi Tuấn Dũng       |                   |
| 2011 | Cuộc vượt ngục thần kỳ    |            | Xuân Hưng           |                   |
| 2012 | Con mắt bão               | Dài tập    | Văn Lượng           |                   |
| 2014 | Đường lên Điện Biên       | Dài tập    | Bùi Tuấn Dũng       | Cùng Lý Thái Dũng |

## Giải thưởng
| Năm  | Sự kiện                                      | Đề cử              | Hạng mục             | Phim                   | Kết quả   | Chú thích |
| ---- | -------------------------------------------- | ------------------ | -------------------- | ---------------------- | --------- | --------- |
| 1999 | Liên hoan phim Việt Nam lần thứ 12           | Quay phim xuất sắc | Phim truyện điện ảnh | Hà Nội mùa đông năm 46 | Đoạt giải | [ 7 ]     |
| 1999 | Liên hoan phim Việt Nam lần thứ 12           | Quay phim xuất sắc | Phim truyện điện ảnh | Những người thợ xẻ     | Đoạt giải | [ 7 ]     |
| 2015 | Liên hoan phim Việt Nam lần thứ 19           | Quay phim xuất sắc | Phim truyện điện ảnh | Nhà tiên tri           | Đoạt giải | [ 8 ]     |
| 2015 | Liên hoan phim Việt Nam lần thứ 19           | Quay phim xuất sắc | Phim truyện điện ảnh | Cuộc đời của Yến       | Đoạt giải | [ 8 ]     |
| 2016 | World Premieres Film Festival ( Philippines) | Quay phim xuất sắc |                      | Đoạt giải              | [ 1 ]     |           |